# Piper cubeba
```

```

Кубеб или Јавански бибер (Piper cubeba) дрвенаста је скривеносеменица из рода бибера, односно из породице Piperaceae. Природно станиште су јој острва Јава и Суматра. 
Ова врста бибера у Европу је стигла преко Индије захваљујући арапским трговцима, а име кубеб потиче управо од арапског „kabāba” (арап. كبابة‎). У древним алхемијским списима  У западној култури кубеб се данас користи за ароматизовање џина и цигарета, док у Индонезији има широку примену у гастрономији.
Плодови кубеба се беру пре него што сазреју и потом се пажљиво суше. Осушени плод је изгледом сличан црном биберу, али се за разлику од њега на тржишту појављује са целим класом. Осушени перикарп је наборан, а боја му варира од сивкасто-смеђе до црне, док је семе доста тврдо, масно и беле боје. Осушени кубеб има јако пријатан мирис, и оштар и опор укус.

## Хемијски састав
У сувим плодовима кубеба налазе се етерични монотерпени (50% сабинен, α-тујен и  карен) и сесквитерпени (кариофилен, копаен, α- и β-кубебен, δ-кадинен, гермакрен), оксидни 1,4- и 1,8-еукалиптол и алкохол кубебол.
Око 15% есенцијалног уља кубеба добија се дестилацијом са водом. Течни део етеричног уља је кубебен (хемијска формула C1524). Из биљке може да се екстракује кристална супстанца „кубебин” (C20206).